# 安達真実
安達 真実（あだち まみ、1987年1月15日 - ）は、日本の元AV女優。
栃木県出身。クルーズグループ所属。

## 略歴・人物
2006年に『新人ギリギリモザイク』（エスワン）でAVデビュー。
2007年5月以降、引退しているものと思われる。

## 出演作品

### アダルトビデオ
- 新人ギリギリモザイク （2006年11月19日、エスワン）[1]
- 6つのコスチュームでパコパコ! （2006年12月7日、エスワン）
- ネットリ濃厚セックス （2007年1月7日、エスワン）
- 真実とい～っぱいHしよっ （2007年2月7日、エスワン）
- 真実のセックスじっくり見せてあげる （2007年3月7日、エスワン）
- 激烈ピストン 9 （2007年4月7日、エスワン）
- 無限絶頂！激イカセFUCK バコバコ乱交 （2007年5月19日、エスワン）
- S1ガールズコレクション S1女学院♥み～んなでパコパコ学園祭! 4 （2007年8月7日、エスワン）…オムニバス作品 ※総集編
- ちっちゃい美少女アイドルとパコパコ4時間 （2008年2月19日、エスワン）…オムニバス作品 ※総集編

### イメージビデオ
- DEER （2006年9月22日、イーネットフロンティア）

## テレビ出演
- Xenos 見知らぬ人 （テレビ東京）
- あさだち♂テレビ!! （エンタ!371）
- 背徳の好奇心 （MONDO21）